# Caecum gurgulio
Caecum gurgulio är en snäckart som beskrevs av Carpenter 1858. Caecum gurgulio ingår i släktet Caecum och familjen Caecidae. Inga underarter finns listade i Catalogue of Life.